# České předložky
Článek české předložky pojednává o předložkách v češtině. Předložky jsou neohebné slovní druhy, která samy o sobě nejsou větnými členy. Plného významu nabývají pouze ve spojení s podstatnými jmény, přídavnými jmény, zájmeny a číslovkami.

## Předložky podle původu
Předložky dělíme na vlastní (též primární), které nemohou zastávat funkci jiného slovního druhu (např. do, v, před) a nevlastní (též sekundární), které mohou být podle souvislosti i jiným slovním druhem (např. během, blízko). 

### Primární předložky
Nemohou zastávat funkci jiného slovního druhu. Dělí se na:
- neslabičné – např. z (2. p.), s (7. p.),
- slabičné – např. po, před, na.

### Sekundární předložky
Mohou být i jiným slovním druhem než jen předložkou (jel kolem – příslovce, jel kolem domu – předložka).
Vznikly z jiných slovních druhů a ustálených frází.
- Stabilizované
- deadverbiální – vzniklé z příslovcí, např. skrz
- transadverbiální – vzniklé z příslovcí, jež byly původně podstatnými jmény, např. doprostřed, dovnitř, navrch, …
- konadverbiální – znějící stejně jako příslovce, např. kromě, mimo, naproti, …
- desubstantivní – vzniklé z podstatných jmen
  - jednočlenné – např. zásluhou Pavla se nám to podařilo.
  - dvojčlenné – v důsledku špatného počasí
  - trojčlenné – se zřetelem k těmto událostem
- deverbativní – odvozené od sloves, např. předpisy platí počínaje novým školním rokem, nehledě na závažnou situaci jsme tam šli
- depronominální – od zájmen, např. co do zkušenosti
- deprepozicionální – spřežky vznikající z primárních předložek, např. vykoukl zpod stolu

## Vazby předložek se jmennými pády
České předložky se pojí vždy s určitými pády jmen. Nikdy se nepojí s nominativem (1. pádem), který se primárně používá k vyjádření podmětu. Výjimku tvoří předložky cizího původu (kontra, versus atd.). Žádné předložky se též nepojí s vokativem (5. pádem), který se používá k oslovování. Naopak lokál (6. pád) se na rozdíl od ostatních pádů používá vždy ve spojení s předložkou. Některé předložky se pojí s více pády, přičemž se různými pády vyjadřují různé významy – typicky např. rozlišení místa a směru (na stole x na stůl).

### Genitiv(2. pád)
- od – odstup od něj
- z – kouř z komínu
- s – s police[1][2]
- do – do bytu, čekat do tří
- bez – bez dcerky neodejdu
- krom(ě) – kromě něj tam byla i ona
- místo – místo tebe hrál náhradník
- podle – podle normy
- podél/kolem – šel kolem stolu
- okolo – tráva okolo studny
- u – u stolu
- vedle – na té fotce stojí Lucie vedle Moniky
- během – během prázdnin
- pomocí – pomocí klacku ho dostali z bažiny
- stran – domluvit se stran ceny
- prostřednictvím – informovat prostřednictvím televizního zpravodajství
- za – bylo to za války
- vinou – vinou požáru jsme přišli o všechno

### Dativ(3. pád)
- k – jdu k tobě
- (na)proti – být proti návrhu, je to naproti lékárně
- oproti – oproti teoriím věřím faktům
- kvůli – udělej to kvůli mně
- díky – díky němu máme své peníze zpět
- vůči – vůči němu to není zdvořilé
- navzdory – udělal to navzdory rodičům

### Akuzativ(4. pád)
- pro – udělal to pro mne
- za – kandidoval za demokraty, 1 porce za 5 korun
- před – vynes to před dům
- mimo – všichni mimo tebe, mimo terč, mimo provoz
- na – dej to na stůl
- pod(e) – hodit pod stůl
- nad(e) – pověsit nade dveře
- mezi – umístit mezi okna
- skrz(e) – projít skrze zeď
- přes – muž přes palubu!
- o – zvýšit o 1 stupeň, zápas o 3. místo
- po – být po kolena ve vodě
- v – věřit v Boha

### Lokál(6. pád)
- o – mluvit o tom
- na – ležet na stole
- v – ruka v rukávu
- po – po obědě, jdu po schodech
- při – při obřadu, stůj při mně

### Instrumentál(7. pád)
- s – s tebou
- za – stát za rohem, kdo za tím je?
- před – přímo před tebou, před mnoha lety, uniknout před pronásledovateli, varovat před ním
- pod – ležet pod postelí
- nad – viset nad pohovkou
- mezi – nacházet se mezi póly

## Vokalizace předložek
Z důvodu snadnější výslovnosti se někdy předložky vokalizují, tj. za předložku se vkládá samohláska -e (případně -u). Přítomnost či nepřítomnost vokalizace je poměrně složitý a málo pravidelný jev, který ovlivňuje řada jazykových i mimojazykových faktorů - např. hlásková skladba, ustálenost spojení, pád slova, ale i věk, vzdělání či lokalita mluvčího.
Vokalizace předložek má následující funkce:
- snadnější výslovnost celku
- lepší srozumitelnost
- zdůraznění

Na základě toho lze vysledovat určitá pravidla, či spíše tendence, které se ve vokalizaci projevují:
- neslabičné předložky se vokalizují častěji než slabičné - přes zahradu, ale se zahradou. Vokalizace se týká pouze předložek vlastních.
- čím méně je slovo obvyklé (a může tedy snadněji dojít k nedorozumění), tím častěji dochází k vokalizaci předložky
- v ustálených spojení se obvykle ustálí i vokalizace či nevokalizace předložky - srv. ustálené spojení ve prospěch a neustálené spojení v prospěchu
- k vokalizaci častěji dochází na začátku věty a v rématu
- čím delší souhlásková skupina stojí na začátku slova, tím častěji dochází k vokalizaci
- pokud slovo začíná samohláskou, k vokalizaci nedochází - z očí, přes úval
- pokud na začátku slova stojí souhláska, která je shodná s poslední hláskou předložky, nebo s ní tvoří znělostní pár: 
  - u neslabičných předložek dochází k vokalizaci vždy - se sedmou, ze sadů, ke gekonovi, ve váze. Jedinou výjimkou je spojení s sebou (které se ovšem vyslovuje bez předložky). Přitom pokud slovo začíná na š-, ž- a částečně i ř-, předložky s a z projevují rovněž tendenci k vokalizaci (jako kdyby slovo začínalo hláskou znělostního páru) - se šunkou, se životem, utržený ze řetězu. To platí zejména v případech, kdy by nevokalizovaná podoba z důvodu asimilace znělosti znejasňovala význam spojení - z šesti zní stejně jako s šesti.
  - u slabičných k vokalizaci obvykle nedochází - od doktora, přes sad; vokalizace se může objevovat u složitějších souhláskových skupin - bez zvuku i beze zvuku, pod dvorem i pode dvorem.
- pokud na začátku slova stojí souhlásková skupina o třech a více souhláskách (přičemž první z nich není shodná s poslední hláskou předložky, ani s ní netvoří znělostní pár):
  - neslabičné předložky se obvykle vokalizují. To platí zejména tehdy, pokud součástí souhláskové skupiny není slabikotvorné -r- či -l- - ve stromě, ale v zrcadle, ke skřetům, ale k vlkům
  - slabičné předložky se obvykle nevokalizují - přes prsa, před pstruhem.
- pokud slovo začíná souhláskovou skupinou o dvou souhláskách, je vokalizace značně rozkolísaná, často lze užít obě varianty. K vokalizaci dochází u neslabičných i slabičných předložek pravidelně před zájmeny všechen a já - přese všechno, pode mnou. Obvyklá je vokalizace také v případě, že druhá hláska souhláskové skupiny je shodná se zakončením předložky - ve dveřích, ke skoku. Ostatní případy jsou nepravidelné - k studentům i ke studentům, v tváři i ve tváři, v třetí i ve třetí, z hrachu, ale ze hry, před dvojicí, ale přede dveřmi, bez starostí, ale beze studu.

### Forma vokalizace
Vokalizace se realizuje pomocí hlásky -e. Jedinou výjimkou je předložka k, která se může objevovat také v podobě ku, a sice v následujících případech:
- pokud vyjadřuje poměr - pět ku jedné
- u některých slov, začínajících na p - blížil se ku Praze, bude mi to ku prospěchu
- v některých dalších ustálených spojeních - sportem ku zdraví

## Spojení předložek se zájmeny
Některá osobní zájmena mají v některých pádech více tvarů; po předložkách je možné používat pouze některé z nich. Po předložkách se nepoužívají tvary osobních zájmen začínající j- (ji, jí, jeho, jehož, apod.) ani krátké tvary zájmen (mě, mi, tě, ti, se, si).
Kombinaci některých zájmen a předložek lze vyjádřit jedním slovem: na něj → naň, za něj → zaň, o něj → oň, pro něj →  proň, o co → oč, za co → zač, na co → nač; tato spojení jsou knižní.

## Typografické neoddělování
Jedním z typografických pravidel v češtině je neponechávání neslabičných (jednoznakových) předložek na konci řádku, ale jejich spojení s následujícím slovem nezlomitelnou mezerou.